# Bruchophagus macronycis
Bruchophagus macronycis is een vliesvleugelig insect uit de familie Eurytomidae. De wetenschappelijke naam is voor het eerst geldig gepubliceerd in 1956 door Fedoseeva.